# Tunisha Sharma
Tunisha Sharma (Chandigarh, 4 de enero de 2002-Bombay, 24 de diciembre de 2022) fue una actriz india de cine y televisión. Hizo su debut actoral con Bharat Ka Veer Putra - Maharana Pratap como Chand Kawar en 2015. Sharma era conocida por haber interpretado a Rajkumari Ahankara en Chakravartin Ashoka Samrat, a Zara/Babli en Ishq Subhan Allah y a Aadhya Verma en Internet Wala Love.
Sharma hizo su debut cinematográfico con Fitoor interpretando a Young Firdaus, y luego interpretó a Young Diya en Baar Baar Dekho. En ambas películas interpretó a la versión más joven de Katrina Kaif.

## Carrera
Sharma comenzó su carrera con Maharana Pratap de Sony TV como Chand Kanwar. Continuó interpretando a Rajkumari Ahankara en Chakravartin Ashoka Samrat de Colors TV. En 2016 hizo su debut cinematográfico como Young Firdaus en Fitoor. En el mismo año interpretó a Young Dia en Baar Baar Dekho y Mini en Kahaani 2: Durga Rani Singh.
En 2017, Sharma interpretó a Mehtab Kaur en Sher-e-Punjab: Maharaja Ranjit Singh. De 2018 a 2019 interpretó a Aadhya Verma en Internet Wala Love de Colors TV.
En 2019 apareció en Ishq Subhan Allah de Zee TV como Zara/Babli. En 2021 apareció en la temporada 2 de Hero - Gayab Mode On de SAB TV como ASP Aditi. En 2022 interpretó el papel principal en el programa de Sony SAB Ali Baba: Dastaan-E-Kabul junto a Sheezan Mohammed Khan.

## Muerte
El 24 de diciembre de 2022, Sharma se suicidó ahorcándose en el set de su serie de televisión Ali Baba: Dastaan-E-Kabul. Fue llevada a un hospital, donde fue declarada muerta a su llegada. Tenía 20 años.

## Filmografía

### Televisión
| Año       | Título                                 | Rol                | Notas       | Ref.   |
| --------- | -------------------------------------- | ------------------ | ----------- | ------ |
| 2015      | Bharat Ka Veer Putra – Maharana Pratap | chand kanwar       |             | [ 13 ] |
| 2015      | Chakravartin Ashoka Samrat             | Rajkumari Ahankara |             | [ 14 ] |
| 2016      | Gabbar Poonchwala                      | Sánya              |             | [ 15 ] |
| 2017      | Sher-e-Punjab: Maharajá Ranjit Singh   | Mehtab Kaur        |             | [ 16 ] |
| 2018-2019 | internet wala                          | Aadhya Verma       |             | [ 17 ] |
| 2019-2020 | Ishq Subhan Allah                      | Zara/Babli         |             | [ 18 ] |
| 2021      | Héroe – Modo Gayab activado            | ASP Aditi Jamval   | Temporada 2 | [ 19 ] |
| 2022      | Ali Babá: Dastaan-E-Kabul              | Shehzaadi Mariam   | Capítulo 1  | [ 20 ] |

### Películas
| Año  | Título                      | Rol           | Notas | Ref.   |
| ---- | --------------------------- | ------------- | ----- | ------ |
| 2016 | Fitoor                      | Firdaus joven |       | [ 21 ] |
| 2016 | Baar Baar Dekho             | Diya joven    |       | [ 22 ] |
| 2016 | Kahaani 2: Durga Rani Singh | Minnie Sinha  |       | [ 23 ] |
| 2019 | Dabangg 3                   | Chica hostil  | Cameo | [ 24 ] |